# شهرستان جیانگکوو
شهرستان جیانگکوو (به لاتین: Jiangkou County) یک منطقهٔ مسکونی در چین است که در تانگرن واقع شده‌است.